# Tina Marie Jordan
Tina Marie Jordan (Los Ángeles, California, 21 de agosto de 1972) es una modelo y actriz estadounidense que fue playmate de marzo de 2002 de la revista playboy.

## Biografía
Jordan ha realizado numerosas apariciones en el The Howard Stern Show, antes y después de ser una Playmate. Y además de su aparición en la revista también lo hizo en varios videos playboy y ediciones especiales de la revista.
En noviembre de 2006, fue parte de un trío de Playmates (junto con Karen McDougal y Katie Lohmann), que apareció en el "Celebrity Playmate Regalo Guía" (Splat pictórico de la revista), una revista de los entusiastas del paintball. La muestra pictórica era de pintura y nuevos productos para la temporada de vacaciones 2006.